# Yandel

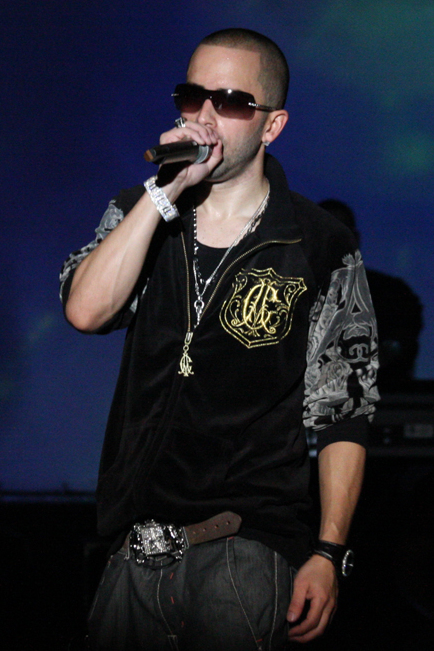
Yandel (2008)

Yandel (* 14. Januar 1977 in Cayey, Puerto Rico; bürgerlich Llandel Veguilla Malavé) ist ein puerto-ricanischer Reggaeton-Musiker. Er wurde als Teil des Duos Wisin & Yandel bekannt.

## Karriere
Yandel wuchs in Cayey zusammen mit Wisin auf und arbeitete zuerst als Friseur. Im Jahr 1995 begann er, Musik zu machen. 1998 veröffentlichte er das erste Lied mit Wisin zusammen und ist seitdem Teil von Wisin & Yandel. Im Jahr 2003 erschien seit Debüt-Soloalbum Quien contra mí, welches aber relativ erfolglos blieb. Daraufhin stellte er seine Solokarriere hinter die Karriere im Duo zurück. Nachdem sich das Duo im Jahr 2013 vorläufig trennte, um ihre Solokarrieren voranzutreiben, veröffentlichte er zwischen 2013 und 2017 drei weitere Studioalben, welche alle die Billboard 200 erreichen konnten.
Als Solokünstler ist er vor allem in Lateinamerika und Spanien erfolgreich, konnte jedoch einige internationale Hits landen.
2018 veröffentlichte er, wieder als Duo gemeinsam mit Wisin ein weiteres Studioalbum, namens "Los Campeones del Pueblo" auf dem u. a. Daddy Yankee und Romeo Santos vertreten waren.

## Privates
Im Juli 2004 heiratete Yandel seine Freundin Edneris Espada Figueroa, mit der er zwei Kinder (* 2001 und 2004) hat.

## Diskografie

### Studioalben
| Jahr | Titel Musiklabel                        | Höchstplatzierung, Gesamtwochen, AuszeichnungChartplatzierungen (Jahr, Titel, Musiklabel, Platzierungen, Wochen, Auszeichnungen, Anmerkungen) | Höchstplatzierung, Gesamtwochen, AuszeichnungChartplatzierungen (Jahr, Titel, Musiklabel, Platzierungen, Wochen, Auszeichnungen, Anmerkungen) | Höchstplatzierung, Gesamtwochen, AuszeichnungChartplatzierungen (Jahr, Titel, Musiklabel, Platzierungen, Wochen, Auszeichnungen, Anmerkungen) | Anmerkungen                                   |
| Jahr | Titel Musiklabel                        | US | Latin | ES | Anmerkungen                                   |
| ---- | --------------------------------------- | --- | --- | --- | --------------------------------------------- |
| 2003 | Quien contra mí Fresh Productions       | — | Latin24 (5 Wo.)Latin | — | Erstveröffentlichung: 15. September 2003      |
| 2013 | De líder a leyenda Sony Music Latin     | US76 (1 Wo.)US | Latin1 Platin · (27 Wo.)Latin | — | Erstveröffentlichung: 5. November 2013        |
| 2015 | Dangerous Sony Music Latin              | US101 (1 Wo.)US | Latin1 ×2Doppelplatin · (64 Wo.)Latin | — | Erstveröffentlichung: 6. November 2015        |
| 2017 | Update Sony Music Latin                 | US108 (1 Wo.)US | Latin2 ×3Dreifachplatin · (81 Wo.)Latin | — | Erstveröffentlichung: 8. September 2017       |
| 2019 | The One Y Entertainment (SME)           | — | Latin13 (2 Wo.)Latin | — | Erstveröffentlichung: 29. März 2019           |
| 2020 | Quien contra mí 2 Y Entertainment (SME) | US118 (1 Wo.)US | Latin3 Platin · (8 Wo.)Latin | ES12 (19 Wo.)ES | Erstveröffentlichung: 31. Juli 2020           |
| 2021 | Dynasty Neon16 / Y Entertainment (SME)  | — | Latin25 Gold · (1 Wo.)Latin | ES49 (4 Wo.)ES | Erstveröffentlichung: 15. Juli 2021 mit Tainy |
| 2023 | Resistencia Y Entertainment (SME)       | — | Latin15 Platin · (27 Wo.)Latin | ES42 (4 Wo.)ES | Erstveröffentlichung: 11. Januar 2023         |
| 2024 | Elyte La Leyenda LLC (WMG)              | — | Latin38 Gold · (1 Wo.)Latin | — | Erstveröffentlichung: 10. Oktober 2024        |

grau schraffiert: keine Chartdaten aus diesem Jahr verfügbar

### Livealben
| Jahr | Titel Musiklabel                                 | Höchstplatzierung, Gesamtwochen, AuszeichnungChartplatzierungen (Jahr, Titel, Musiklabel, Platzierungen, Wochen, Auszeichnungen, Anmerkungen) | Höchstplatzierung, Gesamtwochen, AuszeichnungChartplatzierungen (Jahr, Titel, Musiklabel, Platzierungen, Wochen, Auszeichnungen, Anmerkungen) | Höchstplatzierung, Gesamtwochen, AuszeichnungChartplatzierungen (Jahr, Titel, Musiklabel, Platzierungen, Wochen, Auszeichnungen, Anmerkungen) | Anmerkungen                           |
| Jahr | Titel Musiklabel                                 | US | Latin | ES | Anmerkungen                           |
| ---- | ------------------------------------------------ | --- | --- | --- | ------------------------------------- |
| 2015 | Legacy: De líder a leyenda tour Sony Music Latin | — | Latin5 (15 Wo.)Latin | — | Erstveröffentlichung: 3. Februar 2015 |

### EPs
| Jahr | Titel Musiklabel                                 | Höchstplatzierung, Gesamtwochen, AuszeichnungChartplatzierungen (Jahr, Titel, Musiklabel, Platzierungen, Wochen, Auszeichnungen, Anmerkungen) | Höchstplatzierung, Gesamtwochen, AuszeichnungChartplatzierungen (Jahr, Titel, Musiklabel, Platzierungen, Wochen, Auszeichnungen, Anmerkungen) | Höchstplatzierung, Gesamtwochen, AuszeichnungChartplatzierungen (Jahr, Titel, Musiklabel, Platzierungen, Wochen, Auszeichnungen, Anmerkungen) | Anmerkungen                                   |
| Jahr | Titel Musiklabel                                 | US | Latin | ES | Anmerkungen                                   |
| ---- | ------------------------------------------------ | --- | --- | --- | --------------------------------------------- |
| 2014 | Legacy: De líder a leyenda tour Sony Music Latin | — | Latin14 (1 Wo.)Latin | — | Erstveröffentlichung: 25. August 2014 Live-EP |
| 2024 | Manifesting 20-05 Universal Music Latino         | — | Latin26 (11 Wo.)Latin | ES21 (10 Wo.)ES | Erstveröffentlichung: 10. April 2024 mit Feid |

### Singles als Leadmusiker
| Jahr | Titel Album                                | Höchstplatzierung, Gesamtwochen, AuszeichnungChartplatzierungen (Jahr, Titel, Album, Platzierungen, Wochen, Auszeichnungen, Anmerkungen) | Höchstplatzierung, Gesamtwochen, AuszeichnungChartplatzierungen (Jahr, Titel, Album, Platzierungen, Wochen, Auszeichnungen, Anmerkungen) | Höchstplatzierung, Gesamtwochen, AuszeichnungChartplatzierungen (Jahr, Titel, Album, Platzierungen, Wochen, Auszeichnungen, Anmerkungen) | Anmerkungen                                                            |
| Jahr | Titel Album                                | US | Latin | ES | Anmerkungen                                                            |
| --- | ------------------------------------------ | --- | --- | --- | ---------------------------------------------------------------------- |
| 2013 | Hablé de ti De líder a leyenda             | — | Latin5 (23 Wo.)Latin | — | Erstveröffentlichung: 7. Juni 2013                                     |
| 2013 | Hasta abajo De líder a leyenda             | — | Latin9 ×2Doppelplatin · (22 Wo.)Latin | — | Erstveröffentlichung: 14. Oktober 2013                                 |
| 2014 | Moviendo caderas De líder a leyenda        | — | Latin10 ×6Sechsfachplatin · (20 Wo.)Latin                                                                                                | ES27 ×2Doppelplatin + Gold (Streaming) · (21 Wo.)ES                                                                                      | Erstveröffentlichung: 10. Februar 2014 feat. Daddy Yankee              |
| 2014 | Plakito De líder a leyenda                 | — | Latin24 ×4Vierfachplatin · (20 Wo.)Latin                                                                                                 | ES— GoldES | Erstveröffentlichung: 29. Juli 2014 feat. El General Gadiel            |
| 2015 | Calentura Dangerous                        | — | Latin10 Platin · (20 Wo.)Latin | ES93 (2 Wo.)ES | Erstveröffentlichung: 16. März 2015                                    |
| 2015 | Encantadora Dangerous                      | — | Latin3 ×4Diamant + Vierfachplatin · (33 Wo.)Latin                                                                                        | ES24 ×3Dreifachplatin · (80 Wo.)ES | Erstveröffentlichung: 2. Oktober 2015                                  |
| 2015 | Nunca me olvides Dangerous                 | — | Latin10 ×8Achtfachplatin · (26 Wo.)Latin                                                                                                 | ES57 Platin · (21 Wo.)ES | Erstveröffentlichung: 6. November 2015                                 |
| 2017 | Mi religión Update                         | — | Latin25 ×3Dreifachplatin · (13 Wo.)Latin                                                                                                 | ES93 (3 Wo.)ES | Erstveröffentlichung: 5. Mai 2017                                      |
| 2017 | Explícale Update                           | — | Latin29 Diamant · (20 Wo.)Latin | ES26 Platin · (25 Wo.)ES | Erstveröffentlichung: 11. August 2017 feat. Bad Bunny                  |
| 2017 | Como antes Update                          | — | Latin7 ×7Siebenfachplatin · (20 Wo.)Latin                                                                                                | ES62 Gold · (17 Wo.)ES | Erstveröffentlichung: 8. September 2017 feat. Wisin                    |
| 2019 | En cero –                                  | — | Latin— PlatinLatin | ES70 Gold · (7 Wo.)ES | Erstveröffentlichung: 24. Mai 2019 mit Sebastián Yatra & Manuel Turizo |
| 2020 | Dembow 2020 Quien contra mí 2              | — | Latin49 Platin · (1 Wo.)Latin | ES35 Gold · (11 Wo.)ES | Erstveröffentlichung: 31. Juli 2020 feat. Rauw Alejandro               |
| 2021 | Deja Vu Dynasty                            | — | Latin24 Platin · (16 Wo.)Latin | — | Erstveröffentlichung: 1. Juli 2021 mit Tainy                           |
| 2022 | Nunca y pico Resistencia                   | — | Latin47 (2 Wo.)Latin | — | Erstveröffentlichung: 23. Juni 2022 feat. Maluma & Eladio Carrión      |
| 2022 | Yandel 150 Resistencia                     | US71 (17 Wo.)US | Latin6 ×3Dreifachplatin · (24 Wo.)Latin                                                                                                  | ES2 ×7Siebenfachplatin · (55 Wo.)ES | Erstveröffentlichung: 20. Dezember 2022 mit Feid                       |
| 2023 | Yankee 150 –                               | — | Latin33 ×2Doppelplatin · (2 Wo.)Latin | ES45 Gold · (6 Wo.)ES | Erstveröffentlichung: 16. Juni 2023 mit Feid & Daddy Yankee            |
| 2023 | Borracho y Loco Elyte                      | — | — | ES60 (2 Wo.)ES | Erstveröffentlichung: 21. September 2023 feat. Myke Towers             |
| 2023 | Gangster (Pqfnedg) –                       | — | — | ES21 Gold · (4 Wo.)ES | Erstveröffentlichung: 19. Oktober 2023 mit Ovy On The Drums & Quevedo  |
| 2024 | Caserio Elyte                              | — | — | ES57 (1 Wo.)ES | Erstveröffentlichung: 7. März 2024 feat. Saiko                         |
| 2024 | Háblame Claro –                            | — | Latin31 Platin · (2 Wo.)Latin | ES9 Gold · (6 Wo.)ES | Erstveröffentlichung: 12. September 2024 mit Feid                      |
| Folgende Lieder erschienen nicht als Single, wurden aber durch das Album zum Download und Streaming bereitgestellt und konnten somit eine Platzierung erlangen: |                                            | | | |                                                                        |
| |                                            | | | |                                                                        |
| 2015 | Báilame Dangerous                          | — | Latin38 Gold · (13 Wo.)Latin | — | feat. Shaggy & Alex Sensation                                          |
| 2015 | No sales de mi mente Dangerous             | — | Latin— PlatinLatin | ES61 (12 Wo.)ES | feat. Nicky Jam                                                        |
| 2015 | Somos uno Dangerous                        | — | — | ES78 (3 Wo.)ES |                                                                        |
| 2015 | Asesina Dangerous                          | — | — | ES97 (1 Wo.)ES |                                                                        |
| 2020 | Canción con Yandel Las que no iban a salir | — | Latin13 ×4Vierfachplatin · (23 Wo.)Latin                                                                                                 | ES12 Platin · (4 Wo.)ES | Charteinstieg: 14. Mai 2020 mit Bad Bunny                              |
| 2020 | No Te Vayas Quien contra mí 2              | — | Latin49 Gold · (1 Wo.)Latin | — | feat. J Balvin                                                         |
| 2020 | Por mí reggae muero 2020 Quien contra mí 2 | — | Latin50 Gold · (1 Wo.)Latin | ES81 Gold · (4 Wo.)ES | feat. Anuel AA                                                         |
| 2021 | Te acuerdas de mí Jose                     | — | Latin33 (1 Wo.)Latin | — | Charteinstieg: 25. September 2021 mit J Balvin                         |
| 2024 | Fecha Manifesting 20-05                    | — | Latin43 (1 Wo.)Latin | ES43 (2 Wo.)ES | mit Feid                                                               |
| 2024 | No digas na Manifesting 20-05              | — | — | ES52 Gold · (2 Wo.)ES | mit Feid                                                               |
| 2024 | Brickell Manifesting 20-05                 | — | Latin15 (22 Wo.)Latin | ES83 Gold · (5 Wo.)ES | mit Feid                                                               |

Weitere Singles
- 2003: Te suelto el pelo
- 2004: Yo ya me cansé
- 2004: Say Jo!
- 2017: No Pare
- 2018: Explícale (Remix) (feat. Bad Bunny, Noriel Cosculluela & Brtiago, ES: Platin)
- 2021: Una mas (Tainy, Yandel & Rauw Alejandro, ES: Gold, US: Platin (Latin))

### Singles als Gastmusiker
| Jahr | Titel Album                                                    | Höchstplatzierung, Gesamtwochen, AuszeichnungChartplatzierungen (Jahr, Titel, Album, Platzierungen, Wochen, Auszeichnungen, Anmerkungen) | Höchstplatzierung, Gesamtwochen, AuszeichnungChartplatzierungen (Jahr, Titel, Album, Platzierungen, Wochen, Auszeichnungen, Anmerkungen) | Höchstplatzierung, Gesamtwochen, AuszeichnungChartplatzierungen (Jahr, Titel, Album, Platzierungen, Wochen, Auszeichnungen, Anmerkungen) | Anmerkungen                                                                                     |
| Jahr | Titel Album                                                    | CH | Latin | ES | Anmerkungen                                                                                     |
| --- | -------------------------------------------------------------- | --- | --- | --- | ----------------------------------------------------------------------------------------------- |
| 2008 | Permítame La melodía de la calle                               | — | Latin18 (20 Wo.)Latin | ES— GoldES | Tony Dize feat. Yandel                                                                          |
| 2009 | Sexo seguro Welcome to the Jungle                              | — | — | ES21 Gold · (8 Wo.)ES | Franco "El Gorilla" feat. Yandel Charteinstieg: 2025                                            |
| 2013 | Amor real –                                                    | — | Latin6 (20 Wo.)Latin | — | Gocho feat. Yandel & Wayne Wonder                                                               |
| 2013 | In Your Eyes Party Never Ends (Japanese Deluxe Edition)        | — | — | ES31 (8 Wo.)ES | Erstveröffentlichung: 5. Dezember 2013 Inna feat. Yandel                                        |
| 2015 | Noche y de día Sex and Love                                    | — | Latin27 (20 Wo.)Latin | ES5 ×2Doppelplatin + Platin (Streaming) · (51 Wo.)ES                                                                                     | Erstveröffentlichung: 1. April 2015 Enrique Iglesias feat. Yandel & Juan Magán                  |
| 2015 | Mayor que yo 3 Mas Flow 3                                      | — | Latin20 (20 Wo.)Latin | ES15 ×3Dreifachplatin · (48 Wo.)ES | Erstveröffentlichung: 22. Oktober 2015 Luny Tunes feat. Daddy Yankee, Wisin, Don Omar & Yandel  |
| 2016 | Ay mi Dios –                                                   | — | Latin9 ×8Achtfachplatin · (26 Wo.)Latin                                                                                                  | ES9 ×4Vierfachplatin · (61 Wo.)ES | Erstveröffentlichung: 22. Februar 2016 IAmChino feat. Pitbull, Yandel & El Chacal               |
| 2016 | Imaginar –                                                     | — | Latin27 Gold · (20 Wo.)Latin | — | Erstveröffentlichung: 6. Mai 2016 Victor Manuelle feat. Yandel                                  |
| 2016 | El perdedor (Remix) –                                          | — | Latin4 (30 Wo.)Latin | — | Erstveröffentlichung: 24. Juni 2016 Maluma feat. Yandel                                         |
| 2016 | Take It Off –                                                  | — | Latin45 (11 Wo.)Latin | — | Erstveröffentlichung: 22. Juli 2016 Lil Jon feat. Yandel & Becky G                              |
| 2017 | Hey DJ CNCO                                                    | — | Latin14 ×7Siebenfachplatin · (24 Wo.)Latin                                                                                               | ES6 ×3Dreifachplatin · (43 Wo.)ES | Erstveröffentlichung: 4. April 2017 CNCO feat. Yandel                                           |
| 2017 | Bonita (Remix) –                                               | — | Latin8 (26 Wo.)Latin | ES8 ×3Dreifachplatin · (44 Wo.)ES | Erstveröffentlichung: 2. Juni 2017 J Balvin & Jowell y Randy feat. Yandel, Ozuna & Nicky Jam    |
| 2017 | Báilame (Remix) La Criatura                                    | — | — | — | Erstveröffentlichung: 31. Juli 2017 Nacho feat. Yandel & Bad Bunny                              |
| 2017 | Todo comienza en la disco Victory                              | — | Latin16 (20 Wo.)Latin | ES72 Gold · (15 Wo.)ES | Erstveröffentlichung: 1. Dezember 2017 Wisin feat. Daddy Yankee & Yandel                        |
| 2018 | Se acabó el amor A Cámara Lenta                                | CH83 (1 Wo.)CH | Latin19 Platin · (9 Wo.)Latin | ES64 (4 Wo.)ES | Erstveröffentlichung: 9. März 2018 Abraham Mateo feat. Jennifer Lopez & Yandel                  |
| 2020 | 3G (Remix) Multimillo, Vol. 1                                  | — | — | ES36 Platin · (12 Wo.)ES | Erstveröffentlichung: 24. Januar 2020 Wisin feat. Yandel, Farruko, Jon Z, Don Chezina & Chencho |
| 2024 | Mamasota 201                                                   | — | — | ES47 Gold · (4 Wo.)ES | Erstveröffentlichung: 22. Februar 2024 Manuel Turizo feat. Yandel                               |
| 2024 | Arena y sal (Remix) –                                          | — | — | ES75 (1 Wo.)ES | Erstveröffentlichung: 9. Mai 2024 Omar Montes feat. Anitta, Sech, Yandel, Saiko & FMK           |
| 2024 | Porsche Carrera Le Clique: Vida Rockstar (X)                   | — | — | ES79 (… Wo.)ES | Erstveröffentlichung: 5. September 2024 Jhayco feat. Yandel & Haze                              |
| Folgende Lieder erschienen nicht als Single, wurden aber durch das Album zum Download und Streaming bereitgestellt und konnten somit eine Platzierung erlangen: |                                                                | | | |                                                                                                 |
| |                                                                | | | |                                                                                                 |
| 2022 | XQ te pones así Feliz cumpleaños ferxxo te pirateamos el álbum | — | — | ES53 Gold · (4 Wo.)ES | Feid feat. Yandel                                                                               |
| 2023 | Corleone Saliendo del Planeta                                  | — | — | ES16 Gold · (6 Wo.)ES | Saiko feat. Yandel                                                                              |
| 2023 | Polvora Estrella                                               | — | — | ES34 Gold · (4 Wo.)ES | Mora feat. Yandel                                                                               |
| 2024 | Sigo enamorau’ Sol María                                       | — | — | ES40 (1 Wo.)ES | Eladio Carrión feat. Yandel                                                                     |
| 2024 | Quitenme el teléfono The Academy: Segunda Misión               | — | — | ES55 Gold · (4 Wo.)ES | Dímelo Flow, Justin Quiles, Sech, Dalex & Lenny Tavárez feat. Yandel & Jay Wheeler              |

Weitere Gastbeiträge
- 2015: Como yo te quiero (El Potro Álvarez feat. Yandel)
- 2018: Curiosidad (DJ Luian & Mambo Kingz feat. Yandel, Zion, Noriel & Jon Z, US: Platin (Latin))
- 2019: Dembow y Reggaeton (El Alfa feat. Yandel & Myke Towers, ES: Platin)

## Auszeichnungen für Musikverkäufe
| Goldene Schallplatte - Brasilien - 2020: für die Single Hey DJ - Italien - 2017: für die Single Hey DJ - 2023: für die Single Yandel 150 - Kolumbien - 2018: für die Single Explícale - Mexiko - 2015: für die Single Moviendo caderas - 2019: für das Album De líder a leyenda - 2019: für das Lied Todo comienza en la disco - Portugal - 2023: für die Single Yandel 150 - Spanien - 2024: für das Lied Diablo en Mujer - Vereinigte Staaten - 2018: für die Single Cuidao (Latin) - 2021: für das Lied Enamorado de Ti (Latin) - 2021: für das Lied Fantasía (Kiss Kiss) (Latin) - 2021: für das Lied Si Se Da (Latin) | Platin-Schallplatte - Chile - 2017: für die Single Hey DJ - Mexiko - 2021: für das Album Dangerous - Vereinigte Staaten - 2018: für die Single Hable De Ti (Latin) - 2018: für die Single Dejate Amar (Latin) - 2021: für die Single Doble Personalidad (Latin) - 2021: für die Single No Pare (Latin) - Zentralamerika - 2024: für das Lied Brickell 2× Platin-Schallplatte - Mexiko - 2018: für die Single Báilame (Remix) - 2024: für die Single Hey DJ - Polen - 2021: für die Single Hey DJ - Vereinigte Staaten - 2021: für das Lied Muy Personal (Latin) - 2021: für die Single No Quiero Amores (Latin) | 3× Platin-Schallplatte - Mexiko - 2024: für die Single Encantadora - Vereinigte Staaten - 2019: für die Single Desperte Sin Ti Remix (Latin) 5× Platin-Schallplatte - Vereinigte Staaten - 2021: für die Single Solo Mia (Latin) Diamantene Schallplatte - Mexiko - 2023: für die Single Hey DJ - 2024: für die Single Encantadora |

Anmerkung: Auszeichnungen in Ländern aus den Charttabellen bzw. Chartboxen sind in ebendiesen zu finden.
| Land/RegionAuszeichnungen für Musikverkäufe (Land/Region, Auszeichnungen, Verkäufe, Quellen) | Gold       | Platin         | Diamant     | Verkäufe  | Quellen             |
| -------------------------------------------------------------------------------------------- | ---------- | -------------- | ----------- | --------- | ------------------- |
| Brasilien (PMB)                                                                              | Gold1      | —              | —           | 20.000    | pro-musicabr.org.br |
| Chile (IFPI)                                                                                 | —          | Platin1        | —           | 80.000    | profovi.cl          |
| Italien (FIMI)                                                                               | 2× Gold2   | —              | —           | 75.000    | fimi.it             |
| Kolumbien (ASINCOL)                                                                          | Gold1      | —              | —           | 5.000     | Einzelnachweise     |
| Mexiko (AMPROFON)                                                                            | 3× Gold3   | 8× Platin8     | 2× Diamant2 | 1.170.000 | amprofon.com.mx     |
| Polen (ZPAV)                                                                                 | —          | 2× Platin2     | —           | 40.000    | olis.pl             |
| Portugal (AFP)                                                                               | Gold1      | —              | —           | 5.000     | Einzelnachweise     |
| Spanien (Promusicae)                                                                         | 21× Gold21 | 34× Platin34   | —           | 2.220.000 | elportaldemusica.es |
| Vereinigte Staaten (RIAA)                                                                    | 10× Gold10 | 91× Platin91   | 2× Diamant2 | 6.960.000 | riaa.com            |
| Zentralamerika (CFC)                                                                         | —          | Platin1        | —           | 70.000    | cfc-musica.com      |
| Insgesamt                                                                                    | 39× Gold39 | 137× Platin137 | 4× Diamant4 |           |                     |